# Bartók Béla Unitárius Egyházközség Misszióház

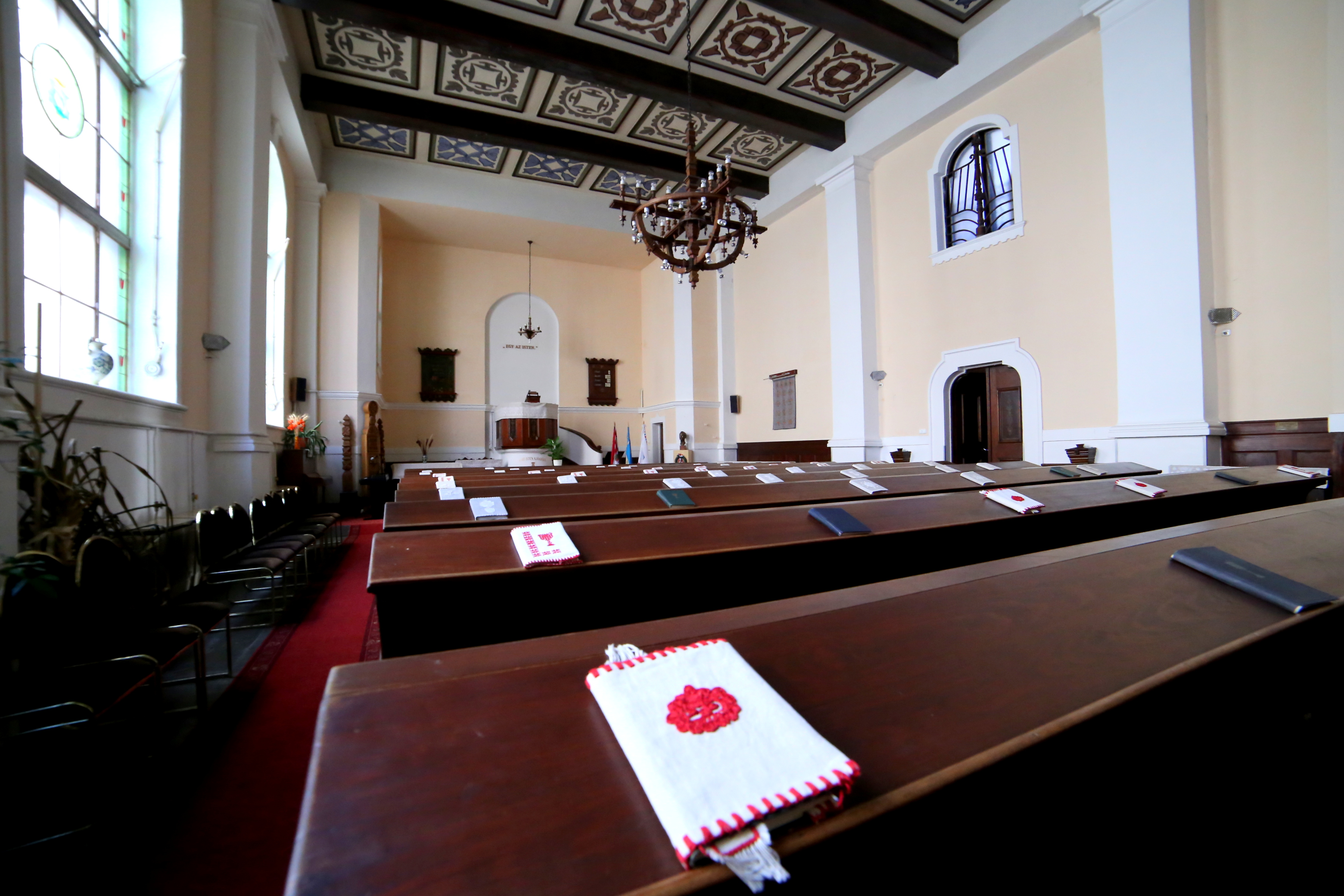

A Bartók Béla Unitárius Egyházközség Misszióház Budapest IX. kerületében, a Hőgyes Endre utca 3. számú épületben, egy háromemeletes házban található. Ez a torony nélküli unitárius templom. Alapították 1923. július 15-én.
1920-ig Józan Miklós az egyetlen unitárius lelkész Budapesten. 1921-től a „püspöki vikáriusi” szolgálatot is végzi. Ez évben javasolta a kolozsvári egyházi központ egy lelkészi vagy hitoktatói lelkészi állás létrehozását. 1921-től a körlelkészi minőségbe Csíki Gábort nevezték ki. Csíki Gábor, mint körlelkész az Erdélyből menekült és áttelepülő hívek lelki gondozását végezte.
1921-ben Csíki Gábor körutat tett Angliában, majd az Amerikai Egyesült Államokban. Itt a gyülekezetekben prédikált, valamint az Amerikai Unitárius Társulat támogatásával missziós célra gyűjtést szerveztek. Az összegyűjtött pénzösszegból 1923-ban megvásárolták a Misszióház céljára a Rákos (ma Hőgyes Endre) utca 3. szám alatt levő épületet.
Ez lett a Budapesten élő unitáriusok második templomos ingatlana, melynek 100 éves történetét három részre lehet szakaszolni.

## Misszióház 1923 - 1952
A templomos ingatlan egy bérházban található, ezt alakították át a megfelelő célok használatára.  Ebben az ingatlanban unitárius missziós tevekénységet folytattak, annak érdekében, hogy Trianont követően menedéket nyújtsanak az áttelepült unitáriusoknak, és lelkigondozásban részesítsék őket.
Az épületben kialakítottak istentiszteletek tartására megfelelő helyiséget, és szolgálati lakásokat biztosítottak a lelkészeknek is.
A Misszióház javára Csíki Gábor 1927-ben Amerikában újabb pénzösszeget gyűjtött, hogy az ingatlanon belül kialakítsanak egy templomot. A templom tervrajzát Homoródalmási ifj. Gothárd Zsigmond unitárius építészmérnök készítette el. 1928 elején kezdődött a templom kialakítása, mely hamar elkészült.  A templom és a gyülekezeti terem felszentelésére 1929. február 10-én került sor.
A Misszióház és templom lehetőséget biztosított istentiszteletek tartására. Helyet kapott az épületben a Dávid Ferenc Egylet, a Nőszövetség, és az Ifjúsági Egylet, előadásokat, összejöveteleket és szeretetvendégségeket tartottak.
A templomos ingatlant 1952-ben államosították. Ezt az időszakot Retkes Attila: Unitáriusok Budapesten c. könyvében részletesen ismerteti.

## Szórványegyházközség – második budapesti gyülekezet 1952 - 2001
Az államosítást követően, mint szórványegyházközség a Budapesti Unitárius Egyházközséghez csatolták, és úgy működtek tovább, mint egy presbitériummal és vezetőséggel, de két templomos ingatlannal, a Nagy Ignác utcai és a Hőgyes Endre (Missziósház) utcai templomokkal egészen 2001-ig, amikor hivatalosan is szétválnak, és a két templom köré két önálló gyülekezet szerveződött.
1981-ben, Bartók Béla nagy zeneszerzőnk születésének századik évfordulója alkalmából, az egyház vezetősége egy hármas kopjafát állított fel a templomban, melyet Zágoni Sándor fafaragó készített el. Az ünnepségen részt vett az akkori egyház vezetősége: Ferencz József püspök és ifj. Bartók Béla főgondnok.

## Bartók Béla Unitárius Egyházközség 2001-től kezdődően
2000. október 29-én tartott rendkívüli közgyűlésen Rázmány Csabát választották meg lelkésznek. 2001. február 3-án a Magyarországi Unitárius Egyház Zsinata ugyanakkor Rázmány Csabát püspökké választotta. Felszentelésére a 2001. június 10-én tartott zsinati ülésen került sor. A Magyarországi Unitárius Egyház Elnöksége 2001. május 14-én kelt határozatával önállósította a Hőgyes Endre utcai gyülekezetet.
Ezzel megkezdődött a Hőgyes Endre utcában, a volt Misszióház épületében az önálló gyülekezeti élet megszervezése. Az új gyülekezet nevet választott magának: Bartók Béla Unitárius Egyházközség. A névadó ünnepség 2001. szeptember 22-én volt megtartva. 2001. szeptember 30-án pedig az őszi hálaadó istentisztelet után tartott közgyűlésen megválasztották a gyülekezet gondnokát és vezetőségét. Ekkor fogadta el a gyülekezet a másodlelkészi állás betöltésére, Léta Sándor lelkész püspöki kinevezését. Így a Budapesti Bartók Béla Unitárius Egyházközség megkezdi önálló gyülekezeti életét két lelkésszel és az újonnan megválasztott vezetőséggel.
A Bartók Béla Unitárius Egyházközség aktív egyházközségi életet él, és gazdag programokat szervez gyermekeknek, felnőtteknek. 2004-ben Pécsi L. Dániel jelképművész elkészítette  az egyházközség címerét és zászlaját. 2006-ban megalakult a Perczelné Kozma Flóra Nőegylet. 2011-ben megünnepelték a Bartók Béla Egyházközség megalakulásának 10 éves évfordulóját.   Rendszeresen megemlékeznek Bartók Béla személyéhez fűződő eseményekről. A 2014. és a 2015. éveket Perczelné Kozma Flóra névadója emlékének szentelték. 2016-ban Ferencváros Önkormányzatával együtt emléktáblát helyeztek el az ingatlan bejáratánál, Nemecsek Ernő regénybeli lakhelye megjelöléseként.  Az egyházközség folyamatosan részt vett az évente megrendezett Ars Sacra művészetek hete programsorozaton.
2023-ban a gyülekezet megünnepelte a Missziós ingatlan fennállásának 100. évfordulóját, és háláját fejezte ki az amerikai és angol unitárius testvéreknek, hogy támogatásukkal, adományukkal megvalósulhatott egy álom száz évvel ezelőtt.  Ezen ünnepség keretében adták ki a Bartók Béla Unitárius Egyházközség működéséről szóló második képes krónikát. 100 évet bemutató kiállítás nyílt, mely összeállítás továbbra is elérhető online.

## Lelkészek
- Csíki Gábor (1923 – 1953) – 1946 és 1958 között püspöki helynök
- Pethő István (1953 -1966) – 1957 és 1966 között püspöki helynök
- Bencze Márton (1966–1993)  - 1943 óta itt lakott az ingatlanban, de kezdetben a bentlakásos diákok felügyelője volt, és a Budapesten kívüli szórványok, a Rákosok lelkigondozását végezte, mindaddig amíg létrejött a mai egyesített Budapest. 1994 és 2001 között a Magyarországi Unitárius Egyház harmadik püspöke
- Kászoni József  (1993–1999) – 2009 és 2020 püspöki helynök
- Rázmány Csaba (2000 – 2009) -  2001 és 2009 között a Magyarországi Unitárius Egyház negyedik püspöke volt
- Léta Sándor (2001 - )

## Galéria

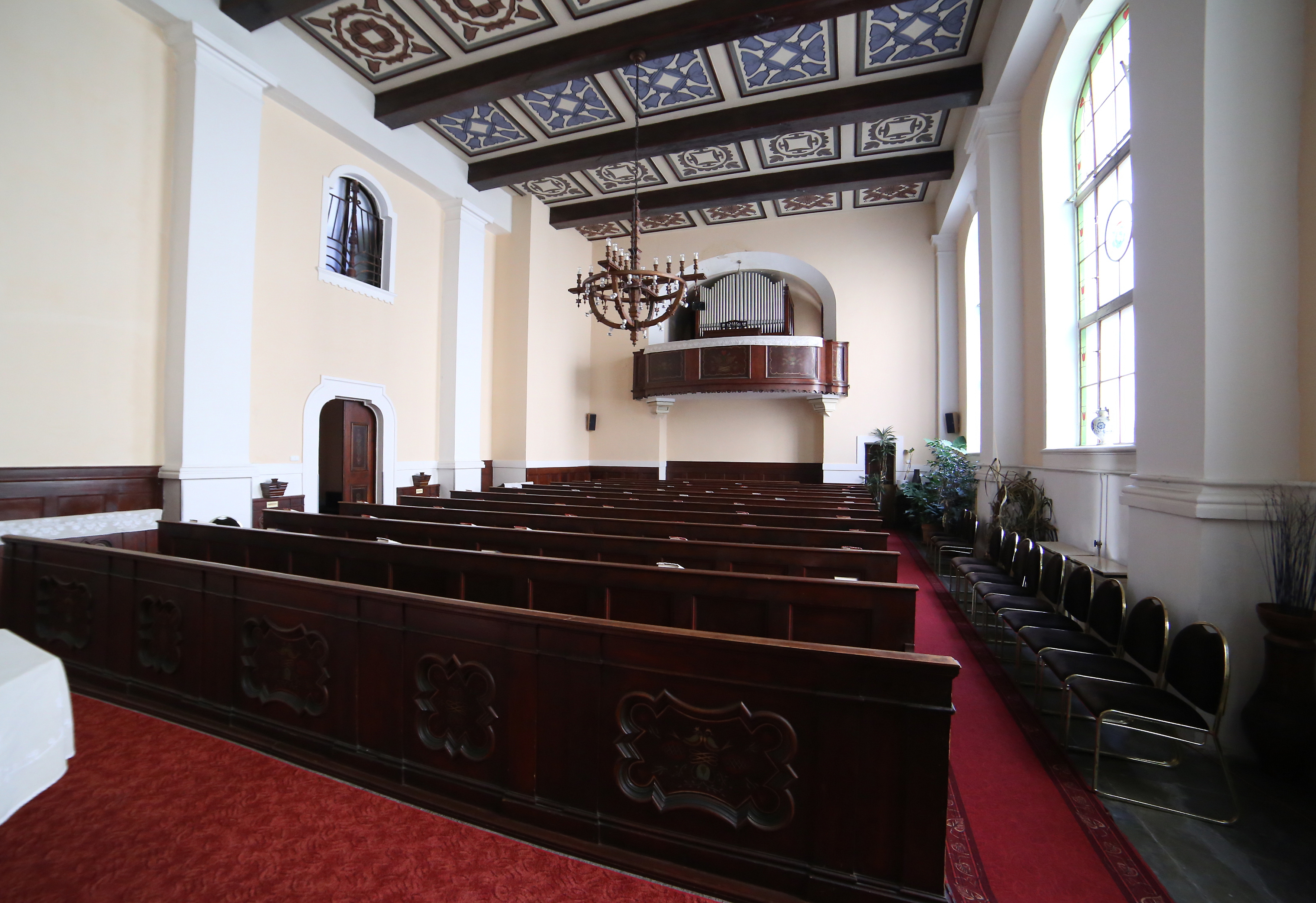
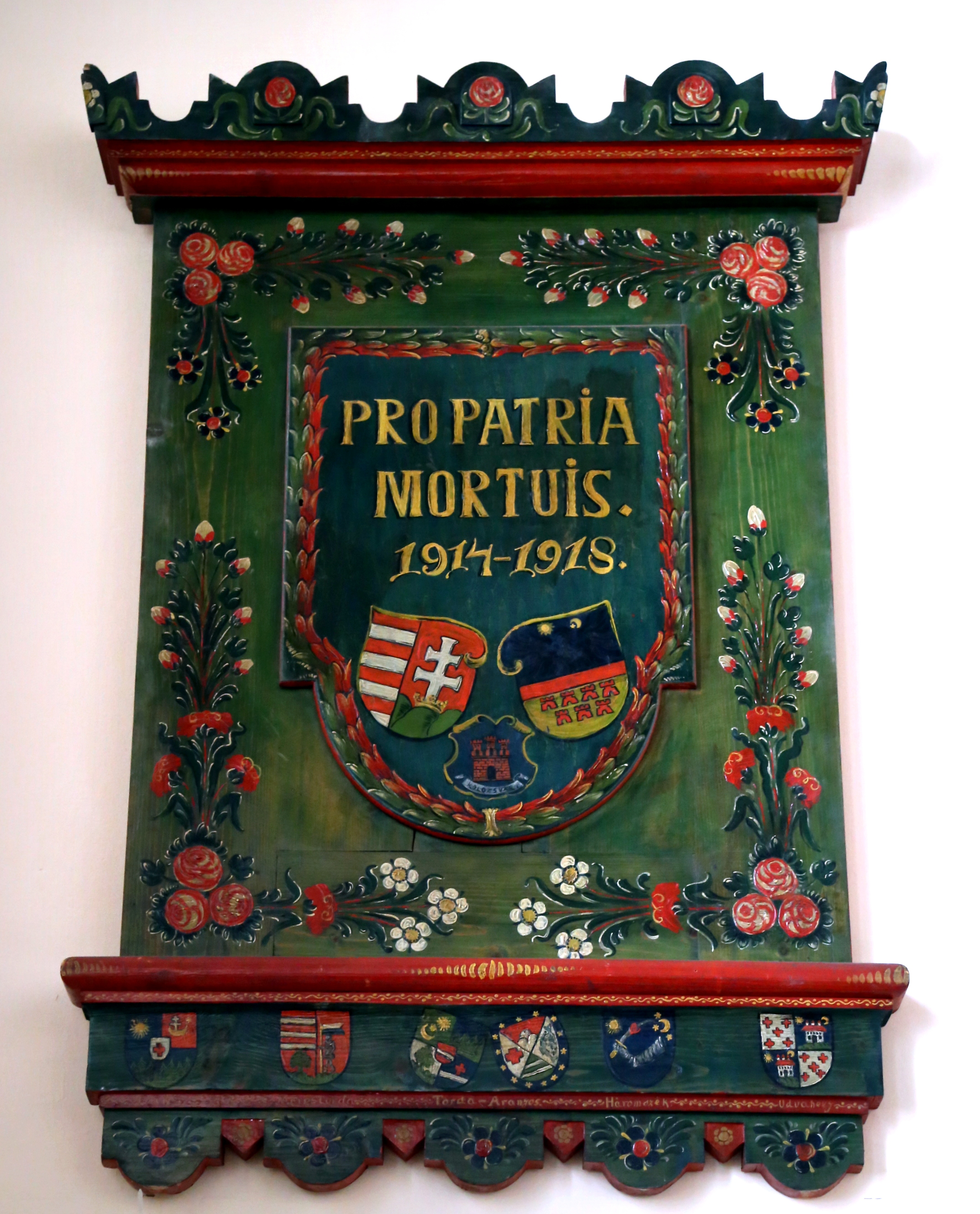
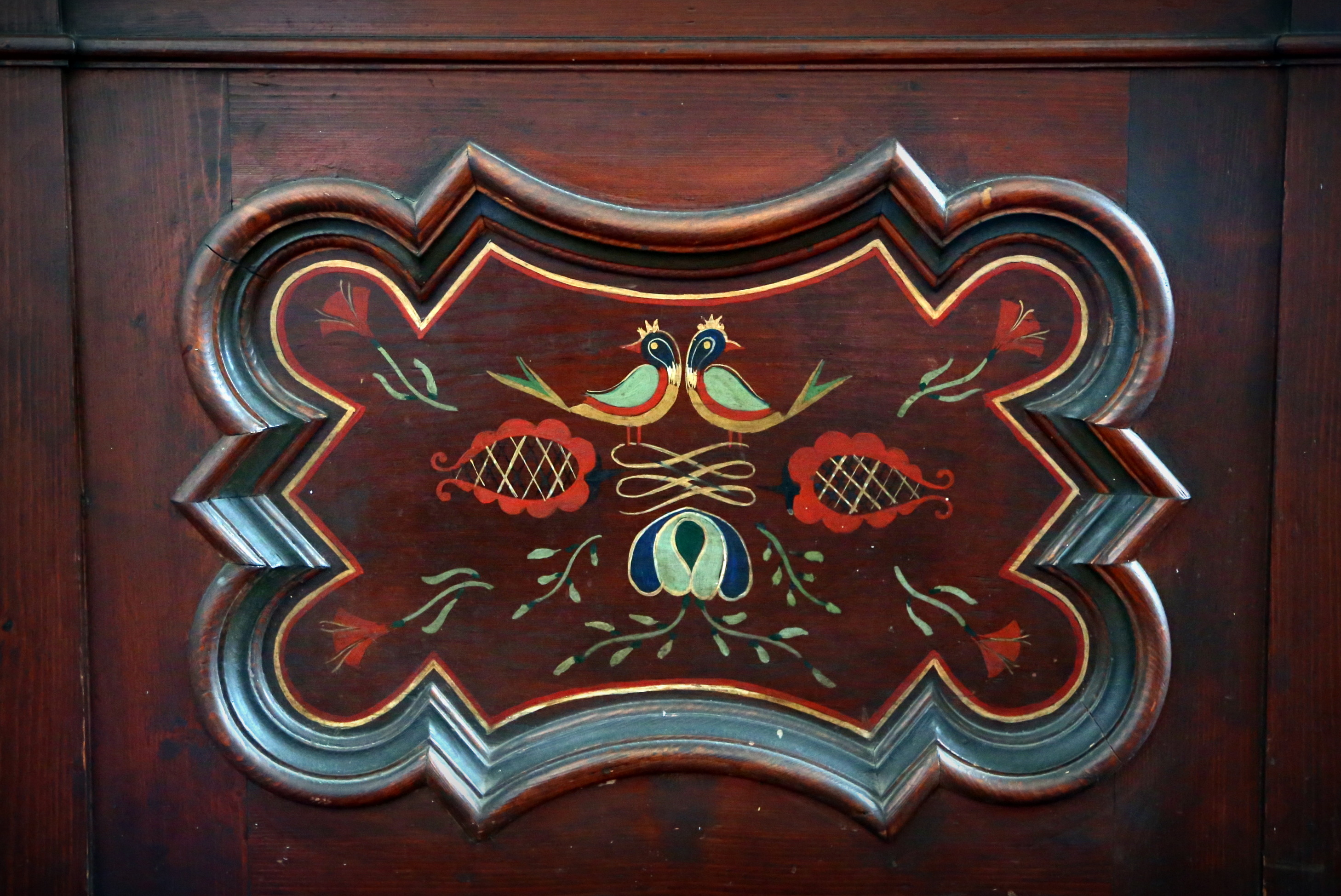
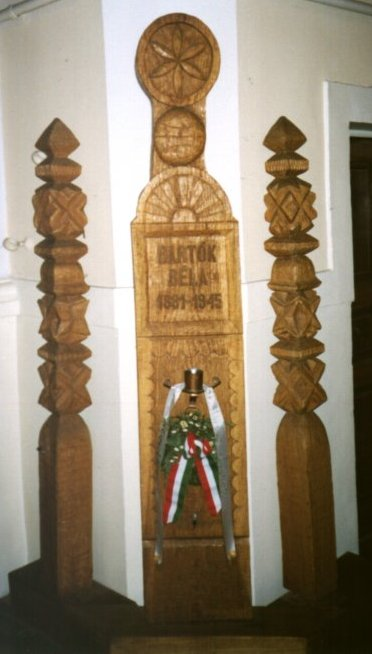
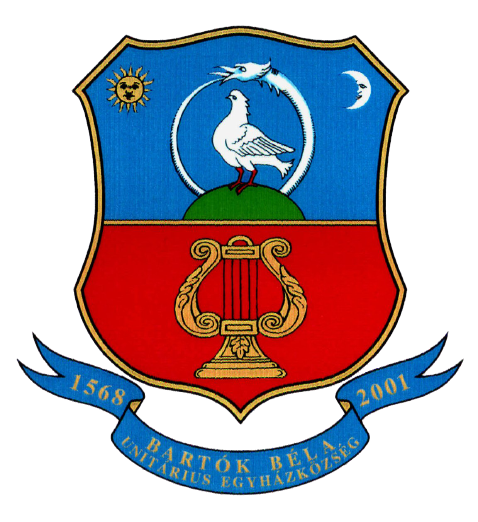
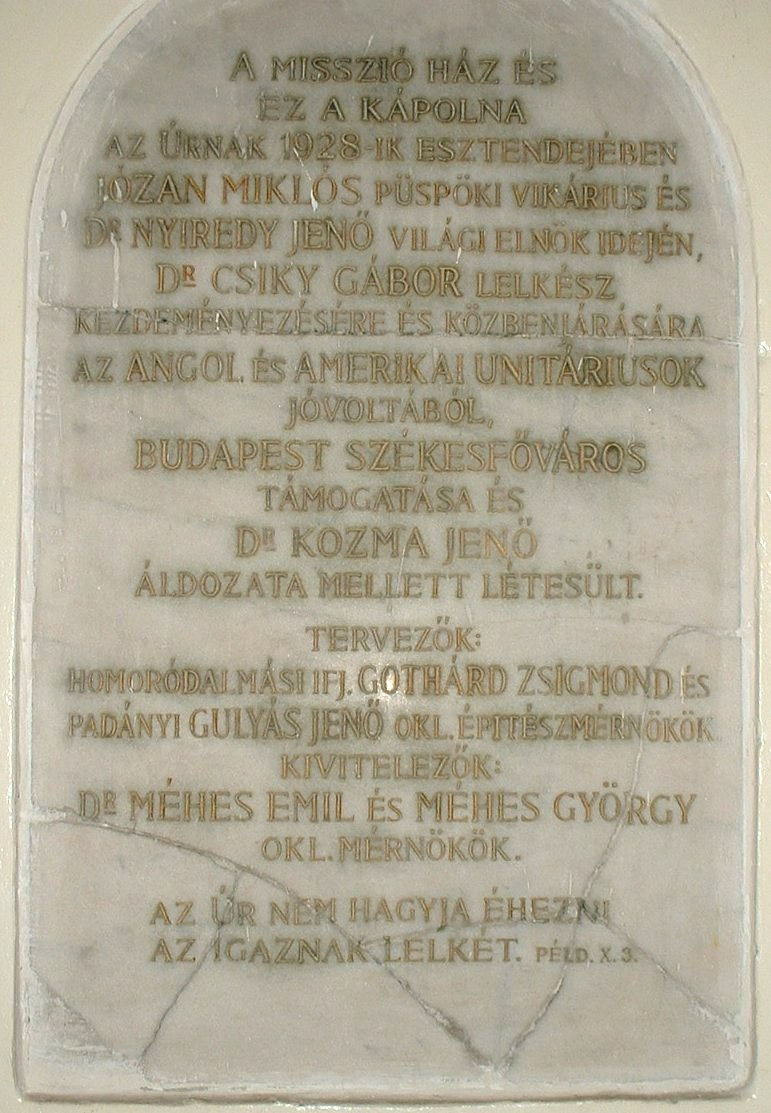
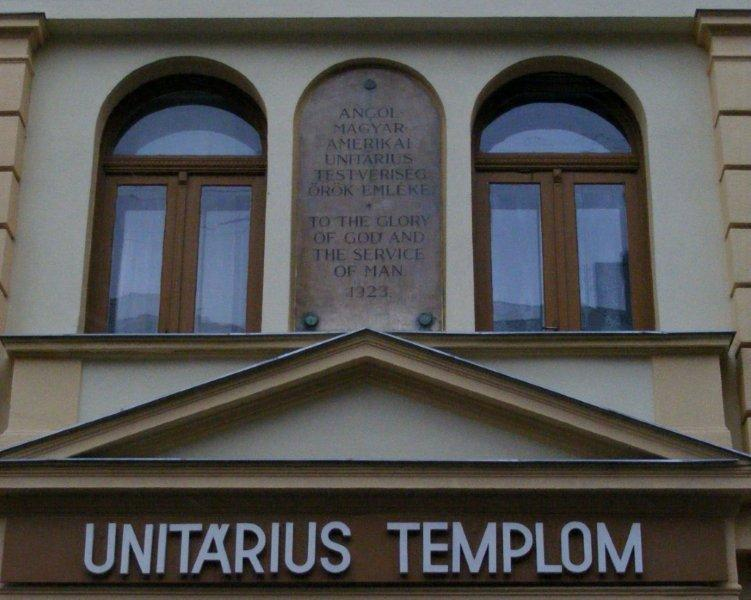
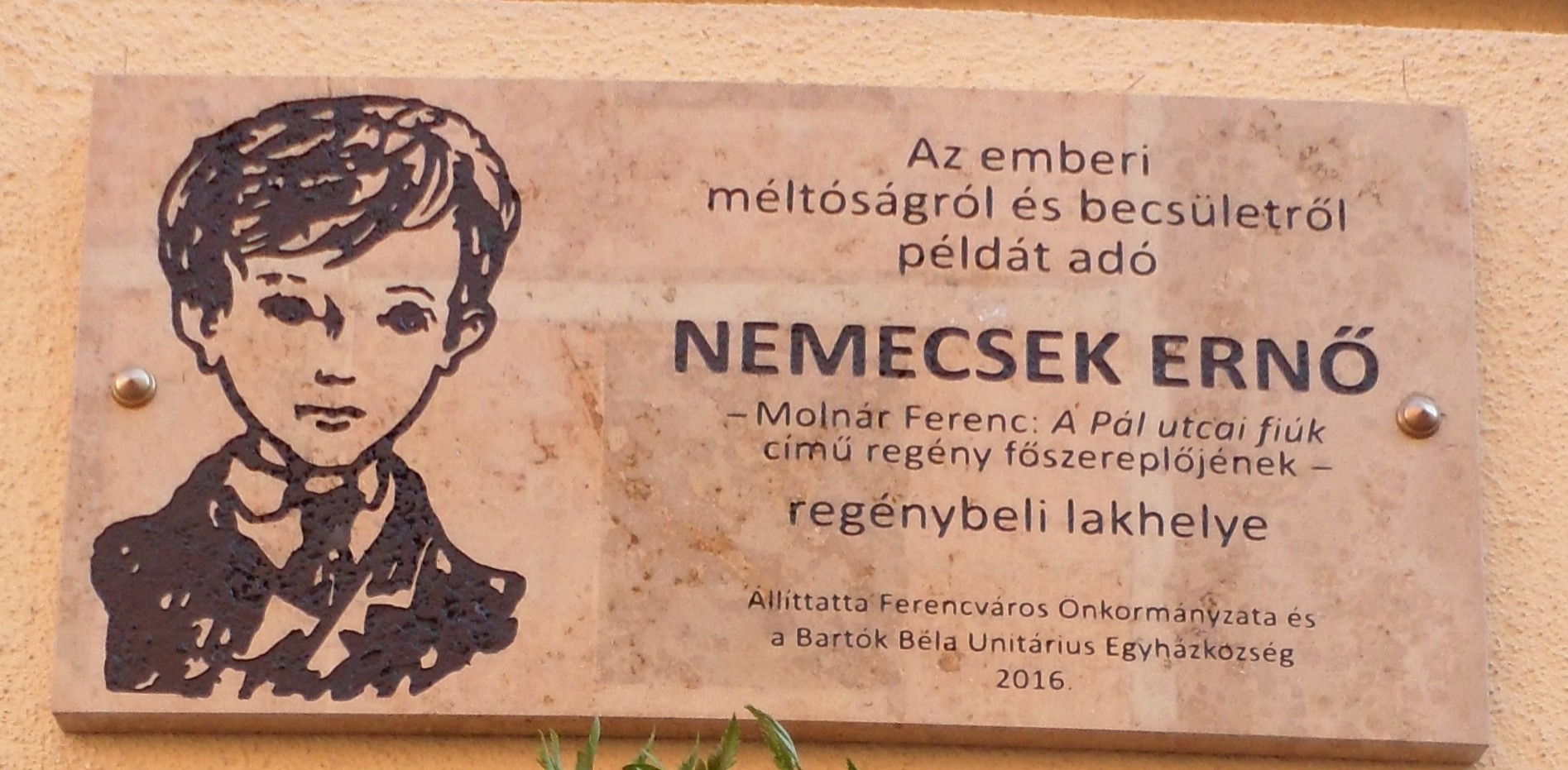